# كونراد أرنسن
كونراد أرنسن (بالنرويجية البوكمول: Conrad Arnesen)‏ هو ممثل نرويجي، ولد في 5 مايو 1891، وتوفي في 25 مايو 1955.

## روابط خارجية
- كونراد أرنسن على موقع IMDb (الإنجليزية)
- كونراد أرنسن على موقع قاعدة بيانات الفيلم (الإنجليزية)